# カレーマルシェ
カレーマルシェは、ハウス食品が製造・販売するレトルトカレーの商品名。

## 概要
1983年発売開始。欧風高級レトルトカレーとして発売された。カレーマルシェの「マルシェ」は、「市場」を意味するフランス語の「Marché」が由来。家庭で作る普通のカレーと異なり、焙煎した小麦とバター、生クリームを使ってコクとまろやかさを追求し、フランス料理のソースのような風味のカレーに仕上げられている。従来の具材と異なる牛肉とマッシュルームという組み合わせが発売当時は斬新であった。その後、カレーマルシェの売り上げが伸びたことから各社も追随する中、高級レトルトカレーの代表的なブランドの地位を維持し、長寿商品となっている。
比較的短期間の宇宙飛行での食料としては、専用に開発された宇宙食以外に、市販されている缶詰やレトルト食品が持ち込まれることも多い。2002年4月に行われた国際宇宙ステーションへの飛行ミッションSTS-110では、公開された画像でカレーマルシェと完熟トマトのハヤシライスソースが食されていたことが一部の話題となった。なお、このミッションに日本人宇宙飛行士は含まれていない。
2021年、ハウス食品は、名店の料理長が監修した特別版「カレーマルシェスペシャリテ」が、「イベリコ豚とマッシュルームのカレー（レトルトカレー宇宙食）」として宇宙航空研究開発機構（JAXA）による宇宙日本食に認証されたことを公表し、一般販売も行った。野口聡一宇宙飛行士が試食した際に宇宙食への採用を要請し、それを受け申請、認可されたものである
。

## 商品ラインアップ
- 甘口
- 中辛
- 辛口
- 赤ワイン仕立て

## CM出演者
- 西田ひかる
- 高嶋政伸
- 東根作寿英